# کورت نیلسن
کورت نیلسن (انگلیسی: Kurt Nielsen؛ زاده ۱۹ نوامبر ۱۹۳۰ درگذشته ۱۱ ژوئن ۲۰۱۱) یک تنیس‌باز اهل دانمارک بود.